# Natalia Kulczycka
Natalia Antonina Krystyna Kulczycka (ur. 1871 w Warszawie, zm. 29 marca 1952) – działaczka socjalistyczna i oświatowa.

## Życiorys
Absolwentka Uniwersytetu Latającego w pierwszym okresie jego działalności. Należała do Polskiej Partii Socjalistycznej, w 1893 na krótko aresztowana przez władze rosyjskie w Warszawie Działaczka Tow. Biblioteki Publicznej w Warszawie. Uczestniczyła w pracach Wydziału Czytelń Bezpłatnych i  Stowarzyszenia Kursów dla Analfabetów Dorosłych. W 1899 po ucieczce męża z zesłania mieszkała wraz z nim we Lwowie. Należała tam do miejscowego oddziału Związku Zagranicznego Socjalistów Polskich, a w latach 1900–1909 do Polskiej Partii Socjalistycznej „Proletariat”. We Lwowie działała także w Uniwersytecie Ludowym im. Adama Mickiewicza i Związku Pomocy Więźniom Politycznym.
Córka Władysława Smosarskiego (1847–1888) i Walerii z Maszatowskich (1851–1917). Od 1894 żona Ludwika Kulczyckiego (1866–1941). Mieli córkę Janinę (zmarłą w 1910) i syna Jerzego (1895–1919) – żołnierza Legionów Polskich i ppor. Wojska Polskiego, poległego pod Połockiem podczas wojny polsko-bolszewickiej.  Pochowana wraz z mężem i dziećmi na Powązkach w Warszawie (kwatera 221 rząd 1, miejsce 14,15).